# Vicentinho Júnior
Vicente Alves de Oliveira Júnior, mais conhecido como Vicentinho Júnior (Goiânia, 11 de abril de 1985) é um empresário e político brasileiro filiado ao Progressistas (PP).
Desde fevereiro de 2015, exerce o cargo de deputado federal pelo estado do Tocantins.

## Biografia
Foi eleito deputado federal em 2014, para a 55.ª legislatura (2015-2019), pelo PSB. Posteriormente, trocou de partido, indo para o PR, posteriormente, filiou-se ao PP.
Votou contra o Processo de impeachment de Dilma Rousseff. Já durante o Governo Michel Temer, votou a favor da PEC do Teto dos Gastos Públicos. Em abril de 2017 foi favorável à Reforma Trabalhista. Em agosto de 2017, se ausentou da votação sobre a admissibilidade do processo contra o então presidente Michel Temer, ajudando a arquivar a denúncia do Ministério Público Federal.
Durante a pandemia de COVID-19, Vicentinho foi o autor de uma lei que incluía mais grupos profissionais como prioritários na ordem de vacinas.
Em janeiro de 2023, o deputado assumiu a presidência do Progressistas em Tocantins, em substituição à Kátia Abreu. Vicentinho foi um dos signatários da CPMI do 8 de janeiro; na ocasião declarou que dentre os detidos pela invasão, estavam pessoas inocentes ainda presas.

#### Investigação por improbidade
Uma reportagem do O Globo de agosto de 2023 divulgou que Vincentinho usou dinheiro público proveniente da cota parlamentar para comprar um carro Toyota Corolla, avaliado em 100 mil reais, como presente para sua irmã. O Ministério Público Federal abriu investigação por improbidade administrativa. Em resposta à matéria, o deputado disse que sempre prezou pela transparência e que: "se houve equívoco em qualquer interpretação, será corrigida".